# 河田町 (名古屋市)
河田町（かわだちょう）は、愛知県名古屋市熱田区の地名。丁番を持たない単独町名である。住居表示未実施。

## 地理
名古屋市熱田区西部に位置する。東は西野町、西は野立町、南は古新町、北は野立町に接する。

## 歴史

### 町名の由来
野立町の字に由来する。

### 沿革
- 1937年（昭和12年）
  - 7月14日 - 南区野立町の一部により、同区河田町として成立[1]。
  - 10月1日 - 中川区に編入され、同区河田町となる[1]。
- 1944年（昭和19年）2月11日 - 熱田区に編入され、同区河田町となる[1]。
- 1960年（昭和35年）3月25日 - 野立町の一部を編入する[1]。

## 世帯数と人口
2018年（平成30年）12月1日現在の世帯数と人口は以下の通りである。
| 町丁   | 世帯数  | 人口  |
| ------ | ------- | ----- |
| 河田町 | 231世帯 | 514人 |

## 学区
市立小・中学校に通う場合、学校等は以下の通りとなる。また、公立高等学校に通う場合の学区は以下の通りとなる。なお、小学校は学校選択制度を導入しておらず、番毎で各学校に指定されている。
| 小学校                                    | 中学校                 | 高等学校 |
| ----------------------------------------- | ---------------------- | -------- |
| 名古屋市立野立小学校 名古屋市立大宝小学校 | 名古屋市立日比野中学校 | 尾張学区 |

## その他

### 日本郵便
- 郵便番号 : 456-0065[WEB 3]（集配局：熱田郵便局[WEB 8]）。

### WEB
1. ↑  “愛知県名古屋市熱田区の町丁・字一覧”.   人口統計ラボ. 2017年7月23日閲覧。
2. 1 2  “町・丁目(大字)別、年齢(10歳階級)別公簿人口(全市・区別)”.   名古屋市 (2018年12月20日). 2019年1月6日閲覧。
3. 1 2  “郵便番号”.  日本郵便. 2019年1月6日閲覧。
4. ↑  “市外局番の一覧”.   総務省. 2019年1月6日閲覧。
5. ↑  名古屋市役所市民経済局地域振興部住民課町名表示係 (2015年10月21日). “熱田区の町名一覧”.   名古屋市. 2017年7月23日閲覧。
6. ↑  “市立小・中学校の通学区域一覧”.   名古屋市 (2018年11月10日). 2019年1月14日閲覧。
7. ↑  “平成29年度以降の愛知県公立高等学校（全日制課程）入学者選抜における通学区域並びに群及びグループ分け案について”.   愛知県教育委員会 (2015年2月16日). 2019年1月14日閲覧。
8. ↑  郵便番号簿 平成29年度版 - 日本郵便. 2019年01月06日閲覧 (PDF)

### 書籍
1. 1 2 3 4 5  名古屋市計画局 1992, p. 814.
2. 1 2  「角川日本地名大辞典」編纂委員会 1989, p. 1443.
3. ↑  名古屋市計画局 1992, p. 420.